# Тоотси
То́отси (эст. Tootsi) — городской посёлок в волости Пыхья-Пярнумаа уезда Пярнумаа, Эстония.
С 1991 года до административно-территориальной реформы 2017 года — поселковая волость в Эстонии в составе уезда Пярнумаа. В период с 6 июня 1991 года до 25 августа 1993 года имел статус самоуправления.

## География
Расположен в 35 км к северо-востоку от города Пярну. Площадь — 1,76 км2. Высота над уровнем моря — 33 метра. В посёлке находится железнодорожная станция на линии Таллин — Пярну.

## Население
По данным переписи населения 2011 года в посёлке проживали 744 человека, из них 677 (91,0 %) — эстонцы.
В 2019 году в посёлке проживали 737 человек, из них 344 мужчины и 393 женщины; число детей в возрасте до 14 лет включительно — 45, лиц пенсионного возраста (65 лет и старше) — 169.
Численность населения посёлка Тоотси:
| Год  | 1959  | 1970   | 1979   | 1989   | 2000   | 2003   | 2006  | 2008  | 2011  | 2017  | 2018  | 2019  |
| ---- | ----- | ------ | ------ | ------ | ------ | ------ | ----- | ----- | ----- | ----- | ----- | ----- |
| Чел. | 1 033 | ↗ 1370 | ↗ 1448 | ↘ 1323 | ↘ 1059 | ↘ 1031 | ↘ 992 | ↘ 969 | ↘ 744 | ↗ 763 | ↘ 758 | ↘ 737 |

## История
Населённый пункт возник вокруг завода по производству торфяного брикета, строительство которого началось в 1938 году, а вторая очередь была готова в 1959 году. Права посёлка получил в 1949 году.

## Инфраструктура
В Тоотси работают основная школа-детский сад, (в 2002/2003 учебном году 114 учеников, в 2009/2010 учебном году — 44), музыкально-художественная школа, культурно-спортивный центр с плавательным бассейном, библиотека, аптека, почтовая контора, два магазина и дом по уходу. На территории посёлка организованы стационарные летние спортивные площадки.

## Экономика
Тоотси — бывший центр торфяной промышленности Эстонии. Здесь располагались торфобрикетная фабрика и главная станция крупнейшей в Эстонии узкоколейной железной дороги Тоотси—Лавассааре. В настоящее время торфобрикетная фабрика полностью прекратила свою работу.
Основными работодателями в Тоотси являются предприятия AS Tootsi Turvas (добыча торфа) и OÜ Betamar (производство текстильных изделий) и Vändra MP OÜ (работы по осушению земли и улучшению её свойств).

## Достопримечательности
Тоотси славится красивой природой и спокойной средой, подходящей для уединения. Поэтому есть люди, которые, выйдя на пенсию, переезжают сюда на постоянное место жительства.